# Sublimation (faseovergang)
 For alternative betydninger, se Sublimation. (Se også artikler, som begynder med Sublimation)
Sublimation (sublimering) er en faseovergang direkte fra fast form til gas uden en mellemliggende væskefase. F.eks. fordampning af sne uden at sneen smelter først, eller når tøris overgår til gasformig kuldioxid. Fysisk/kemisk set er sublimation den faseovergang, der forekommer ved tryk og temperaturer under tripelpunktet i et fasediagram.
Det modsatte af sublimation – fra gas til fast form – kaldes desublimation eller deposition.